# Eureka Poker Tour
L'Eureka Poker Tour est une série de tournois de poker organisée en Europe centrale et orientale.
L'Eureka Poker Tour est sponsorisé par PokerStars.
Le 24 août 2016, PokerStars annonce qu'à compter de début 2017, toutes ses séries de tournois seront fusionnées dans le PokerStars Championship et le PokerStars Festival,.

## Vainqueurs du Main Event

### Saison 1
| Étape       | Dates                 | Joueurs | Vainqueur                 | Prix     |
| ----------- | --------------------- | ------- | ------------------------- | -------- |
| Prague      | Du 17 au 20 mars 2011 | 329     | Keith Johnson             | 58 400 € |
| Nova Gorica | Du 12 au 15 mai 2011  | 211     | Antonio Diéguez Rodríguez | 40 010 € |
| Varna       | Du 23 au 26 juin 2011 | 308     | Idan Greenberg            | 55 145 € |
| Zagreb      | Du 24 au 27 août 2011 | 259     | Richard Bodis             | 47 298 € |
| EPT Prague  | 10 décembre 2011      | 203     | Geir Engholm              | 13 100 € |

### Saison 2
| Étape  | Dates                   | Joueurs | Vainqueur          | Prix      |
| ------ | ----------------------- | ------- | ------------------ | --------- |
| Zagreb | Du 11 au 14 avril 2012  | 178     | Alija Filipovic    | 42 700 €  |
| Varna  | 7 juin 2012             | 246     | Petar Zografov     | 48 745 €  |
| Riga   | Du 4 au 7 octobre 2012  | 278     | Lauri Merikallio   | 68 800 €  |
| Prague | Du 5 au 9 décembre 2012 | 123     | Menikos Panayiotou | 137 100 € |

### Saison 3
| Étape     | Dates                    | Joueurs | Vainqueur       | Prix      |
| --------- | ------------------------ | ------- | --------------- | --------- |
| Rozvadov  | Du 20 au 24 mars 2013    | 500     | Bart Lybaert    | 115 000 € |
| Dubrovnik | Du 26 au 29 mai 2013     | 283     | Achilles Bozso  | 59 100 €  |
| Varna     | Du 24 au 28 juillet 2013 | 417     | Liran Machluf   | 93 000 €  |
| Prague    | Du 8 au 12 décembre 2013 | 1 315   | Dimitri Holdeew | 226 400 € |

### Saison 4
| Étape                | Dates                    | Joueurs | Vainqueur        | Prix      |
| -------------------- | ------------------------ | ------- | ---------------- | --------- |
| Vienne               | Du 19 au 23 mars 2014    | 1 432   | Zoltan Gal       | 208 655 € |
| Rozvadov             | 30 mai 2014              | 493     | Martin Meciar    | 87 600 €  |
| PokerStars Kings Cup | Du 6 au 9 novembre 2014  | 551     | Philipp Hartmann | 45 000 €  |
| Prague               | Du 7 au 11 décembre 2014 | 1 738   | Balazs Botond    | 206 948 € |

### Saison 5
| Étape    | Dates                          | Joueurs | Vainqueur            | Prix      |
| -------- | ------------------------------ | ------- | -------------------- | --------- |
| Rozvadov | Du 21 février au 1er mars 2015 | 664     | Raphael Wimmer       | 99 685 €  |
| Hambourg | Du 23 au 31 mai 2015           | 581     | Tom Holke            | 107 920 € |
| Prague   | Du 6 au 10 décembre 2015       | 1 893   | Javier Rojas Mederos | 311 000 € |

### Saison 6
| Étape    | Dates                             | Joueurs | Vainqueur          | Prix      |
| -------- | --------------------------------- | ------- | ------------------ | --------- |
| Rozvadov | Du 4 au 8 mars 2016               | 682     | Iván Luca          | 106 186 € |
| Bucarest | Du 18 au 22 mai 2016              | 579     | Avishai Shitrit    | 107 350 € |
| Hambourg | Du 28 septembre au 3 octobre 2016 | 327     | Dinesh Alt         | 69 120 €  |
| Prague   | Du 9 au 13 décembre 2016          | 2 031   | Hubert Matuszewski | 193 298 € |

## Vainqueurs par pays
| Pays       | Vainqueurs |
| ---------- | ---------- |
| Hongrie    | 4          |
| Israël     | 3          |
| Allemagne  | 3          |
| Espagne    | 2          |
| Angleterre | 1          |
| Argentine  | 1          |
| Autriche   | 1          |
| Belgique   | 1          |
| Bulgarie   | 1          |
| Chypre     | 1          |
| Croatie    | 1          |
| Finlande   | 1          |
| Norvège    | 1          |
| Pologne    | 1          |
| Slovaquie  | 1          |
| Suisse     | 1          |